# Diócesis de Kaišiadorys
La diócesis de Kaišiadorys (en latín: Dioecesis Kaisiadorensis y en lituano: Kaišiadorių vyskupija) es una circunscripción eclesiástica de la Iglesia católica en Lituania. Se trata de una diócesis latina, sufragánea de la arquidiócesis de Vilna. Desde el 11 de febrero de 2012 su obispo es Jonas Ivanauskas.

## Territorio y organización

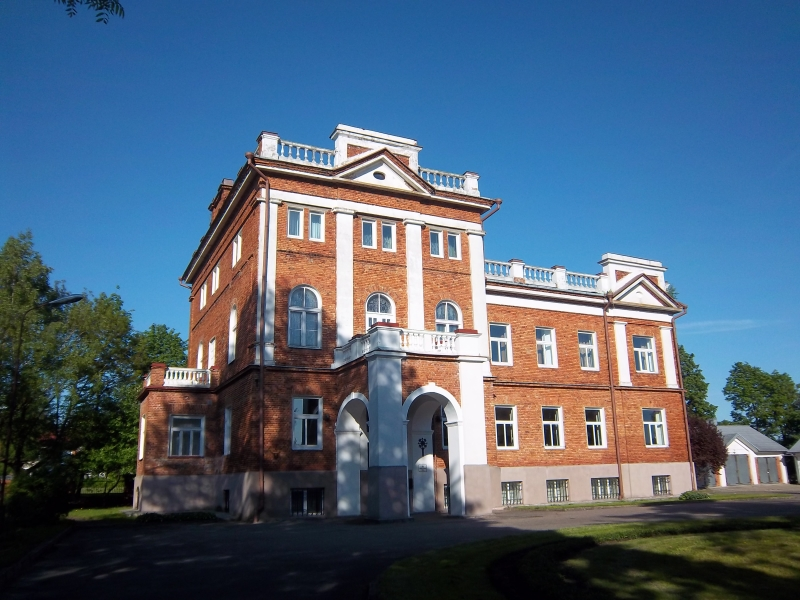
Palacio episcopal en Kaišiadorys

La diócesis tiene 6557 km² y extiende su jurisdicción sobre los fieles católicos de rito latino residentes en la parte occidental de la provincia de Vilna y algunas partes de las provincias de Utena y de Alytus.

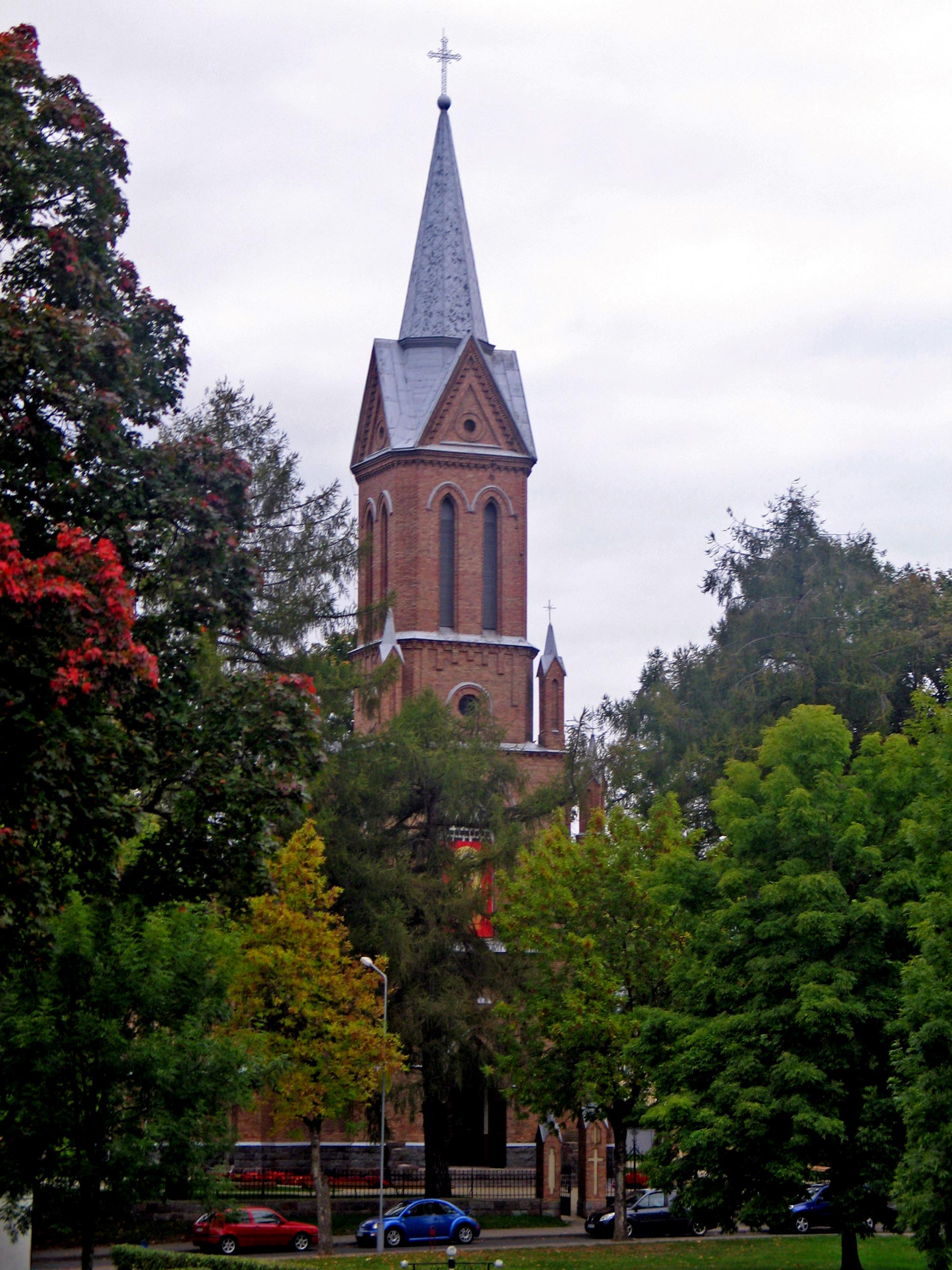
Iglesia de San Antonio de Padua, en Birštonas

La sede de la diócesis se encuentra en la ciudad de Kaišiadorys, en donde se halla la Catedral de la Transfiguración del Señor.
En 2023 en la diócesis existían 68 parroquias agrupadas en 7 decanatos: Alytus, Elektrėnai, Kaišiadorys, Merkinė, Molėtai, Stakliškės y Širvintos. 

## Historia
La diócesis, sufragánea de la arquidiócesis de Kaunas, fue erigida el 4 de abril de 1926 mediante la bula Lituanorum gente del papa Pío XI. Incluía 5 decanatos y 62 parroquias de la arquidiócesis de Vilna. Esto reguló el ajuste de los límites administrativos de la Iglesia católica en los Estados bálticos a los límites políticos de la época. La diócesis de Kaišiadorys se creó con las áreas de la arquidiócesis de Vilna que, después de la ocupación polaca del área de habla polaca alrededor de Vilna desde el 12 de octubre de 1920, no pertenecían a la República de Lituania Central y desde 1922 tampoco a la República de Polonia, sino que a la República de Lituania fundada en 1918.
En 1941 el Ejército Rojo asesinó a 5 sacerdotes de la diócesis de Kaišiadorys y el 24 de octubre de 1941 los alemanes fusilaron a Kosta Paulavičius, el cura de Alytus, y al vicario Vincas Mazurkevičius. 
Por decisión de las autoridades soviéticas, en 1949 la sede de la curia diocesana fue trasladada a Vievis, y pudo regresar a Kaišiadorys recién en 1978.
En 1962 el obispo Teofilius Matulionis, que ya había sido condenado a largos períodos de detención por las autoridades de la Unión Soviética, se cree que fue envenenado y asesinado por odio a la fe católica. Su martirio fue reconocido por la Congregación para las Causas de los Santos el 1 de diciembre de 2016 y proclamado beato el 25 de junio de 2017.
El 24 de diciembre de 1991 la diócesis pasó a formar parte de la provincia eclesiástica de Vilna mediante las bulas Quo efficacius y Rerum profecto del papa Juan Pablo II.

## Estadísticas
Según el Anuario Pontificio 2024 la diócesis tenía a fines de 2023 un total de 84 000 fieles bautizados.
| Año                                                                             | Población            | Población | Población      | Sacerdotes | Sacerdotes    | Sacerdotes    | Bautizados por sacerdote | Diáconos permanentes | Religiosos | Religiosos | Parroquias |
| Año                                                                             | Bautizados católicos | Total     | % de católicos | Total      | Clero secular | Clero regular | Bautizados por sacerdote | Diáconos permanentes | Varones    | Mujeres    | Parroquias |
| ------------------------------------------------------------------------------- | -------------------- | --------- | -------------- | ---------- | ------------- | ------------- | ------------------------ | -------------------- | ---------- | ---------- | ---------- |
| 1950                                                                            | 220 426              | 228 026   | 96.7           |            |               |               |                          |                      |            |            | 66         |
| 1970                                                                            | ?                    | ?         | ?              | 79         | 79            |               | ?                        |                      |            |            | 65         |
| 1980                                                                            | ?                    | ?         | ?              | 69         | 69            |               | ?                        |                      |            |            | 67         |
| 1990                                                                            | 220 000              | 226 000   | 97.3           | 67         | 67            |               | 3283                     |                      |            |            | 66         |
| 1999                                                                            | 165 200              | 191 200   | 86.4           | 61         | 61            |               | 2708                     |                      |            | 14         | 68         |
| 2000                                                                            | 164 200              | 191 200   | 85.9           | 58         | 58            |               | 2831                     |                      |            | 13         | 68         |
| 2001                                                                            | 164 200              | 191 200   | 85.9           | 61         | 61            |               | 2691                     |                      |            | 17         | 68         |
| 2002                                                                            | 163 300              | 190 300   | 85.8           | 59         | 59            |               | 2767                     |                      |            | 15         | 68         |
| 2003                                                                            | 172 664              | 192 934   | 89.5           | 58         | 58            |               | 2976                     |                      |            | 11         | 68         |
| 2004                                                                            | 168 000              | 187 000   | 89.8           | 59         | 59            |               | 2847                     |                      |            | 11         | 68         |
| 2006                                                                            | 148 893              | 186 000   | 80.0           | 60         | 59            | 1             | 2481                     |                      | 1          | 23         | 68         |
| 2011                                                                            | 140 400              | 173 000   | 81.2           | 60         | 60            |               | 2340                     |                      |            | 22         | 68         |
| 2013                                                                            | 137 800              | 170 000   | 81.1           | 61         | 61            |               | 2259                     |                      |            | 20         | 68         |
| 2016                                                                            | 100 000              | 118 000   | 84.7           | 56         | 56            |               | 1785                     |                      |            | 19         | 68         |
| 2019                                                                            | 97 900               | 114 700   | 85.4           | 52         | 52            |               | 1882                     |                      |            | 29         | 68         |
| 2021                                                                            | 85 300               | 96 940    | 88.0           | 48         | 48            |               | 1777                     |                      |            | 22         | 68         |
| 2023                                                                            | 84 000               | 96 000    | 87.5           | 45         | 45            |               | 1866                     |                      |            | 25         | 68         |
| Fuente: Catholic-Hierarchy, que a su vez toma los datos del Anuario Pontificio. |                      |           |                |            |               |               |                          |                      |            |            |            |

## Episcopologio
- Juozapas Kukta † (5 de abril de 1926-16 de junio de 1942 falleció)
  - Juozapas Matulaitis-Labukas † (1942-1943) (administrador apostólico)
- Beato Teofilius Matulionis † (9 de enero de 1943-20 de agosto de 1962 falleció)
  - Bernardas Sužiedėlis † (1946-1949) (administrador apostólico)
  - Juozapas Stankevičius † (1949-1957) (administrador apostólico)
  - Juozapas Meidus † (1959-1962]) (administrador apostólico)
  - Povilas Bakšys † (1962-1974) (administrador apostólico)
  - Juozapas Andrikonis † (1974-1982) (administrador apostólico)
  - Vincentas Sladkevičius, M.I.C. † (15 de julio de 1982-10 de marzo de 1989 nombrado arzobispo de Kaunas) (administrador apostólico)
  - Juozas Matulaitis (10 de marzo de 1989-24 de diciembre de 1991 nombrado obispo) (administrador apostólico)
- Juozas Matulaitis (24 de diciembre de 1991-11 de febrero de 2012 retirado)
- Jonas Ivanauskas, desde el 11 de febrero de 2012